# En Arrestation med Ekstraforplejning
En Arrestation med Ekstraforplejning er en dansk stum komediefilm fra 1909 produceret af Nordisk Films Kompagni. Filmens instruktør er ubekendt.

## Handling
De to gamle ungkarle Vom og Flom skal på karneval "der dritte im Bunde". Deres gamle ven Spag vilde de umådelig gerne have med, men desværre: Spags liv og færden ledes og styres ikke af ham selv, det er hans, undertiden lidt for håndfaste ægtefælle, der bestemmer, hvor skabet skal stå og hvor Spag ikke må gå. Men Vom og Flom keder sig på karnevallet. Øllet smager ikke, og de mangler en tredjemand til et slag kort. Da slår pludselig en glimrende idé ned i dem: De er jo i pragtfulde uniformer, det må man kunne benytte sig af. Med strenge miner og med martrialske skridt afmarcherer de til Spags hjem, hvor de uden mange forhandlinger “arresterer” den tilsyneladende ulykkelige Spag for næsen af hans fortvivlede hustru og datter, og bortfrer ham til en arrest, der er af en sådan beskaffenhed, at alle fængsler sikkert inden kort tid ville blive overfyldte, hvis de var indrettede på samme måde ...

## Medvirkende
- Oscar Stribolt
- William Bewer
- Maggi Zinn
- Lauritz Olsen